# Tomaten-Concassée
Tomaten-Concassée (von französisch tomates concassées, „zerkleinerte, zerstampfte Tomaten“), auch geschmolzene Tomaten oder Tomatenschmelze genannt, ist eine Zubereitung aus gehäuteten, entkernten und feinwürflig geschnittenen Tomaten, die entweder in Butter oder Öl sanft geschmort oder roh mit weiteren Zutaten wie Vinaigrette, Schalotten, Gewürzen und Kräutern vermischt Bestandteil zahlreicher Gerichte ist. 
Tomaten-Concassée dient als vorbereitete Zutat z. B. für Suppen, Saucen und Ragouts oder – nach jeweiligem Rezept gewürzt – als eine einer Sauce vergleichbare Ergänzung des Gerichts.